# مگس‌مرغ زانتوس
مگس‌مرغ زانتوس (نام علمی: Basilinna xantusii) نام یک گونه از تیره مگس‌مرغان است.